# Crypturellus atrocapillus
El tinamú capirotado o inambú de capa negra (Crypturellus atrocapillus) es una especie de ave de la familia Tinamidae, que se encuentra en Bolivia, Brasil y el Perú.

## Hábitat
Vive en la tierra firme y las áreas inundables del bosque húmedo de la Amazonia y en campos aledaños, por debajo de los 900 m de altitud.

## Descripción
Mide entre 28 y 31 cm de longitud. El dorso, las alas y la grupa son de color marrón con pintas negruzcas; en el píleo tiene una mancha negro; la barbilla y la garganta es de color castaño rojizo rufo; la base del cuello y el pecho son gris oscuro; las partes inferiores son de color ante a canela ferruginoso. El pico es castaño oscuro o negro. Las patas son rojas brillantes. La hembra presenta líneas negras notorias en la grupa y las partes superiores.

## Alimentación
Se alimenta principalmente de los frutos que caen al suelo, también de semillas, capullos de las flores, hojas tiernas, raíces y de diversos invertebrados.

## Reproducción
Construye el nido en el suelo entre los arbustos entre raíces aéreas. El macho incuba los huevos, que pueden provenir de hasta cuatro hembras diferentes, y luego cuida de los polluelos hasta que están listos para sobrevivir por sí mismos.

## Taxonomía
Han sido registradas dos subespecies:
- C. a. atrocapillus, del suroriente del Perú.[3]
- C. a. garleppi, del norte de Bolivia.[3]